# Brännehylte
Brännehylte är en småort i Kulltorps socken i Gnosjö kommun.

## Kända personer
- Bengt Erlandsson - Grundare av nöjesparken High Chaparral.